# Nieczynny kamieniołom w Sobolowie

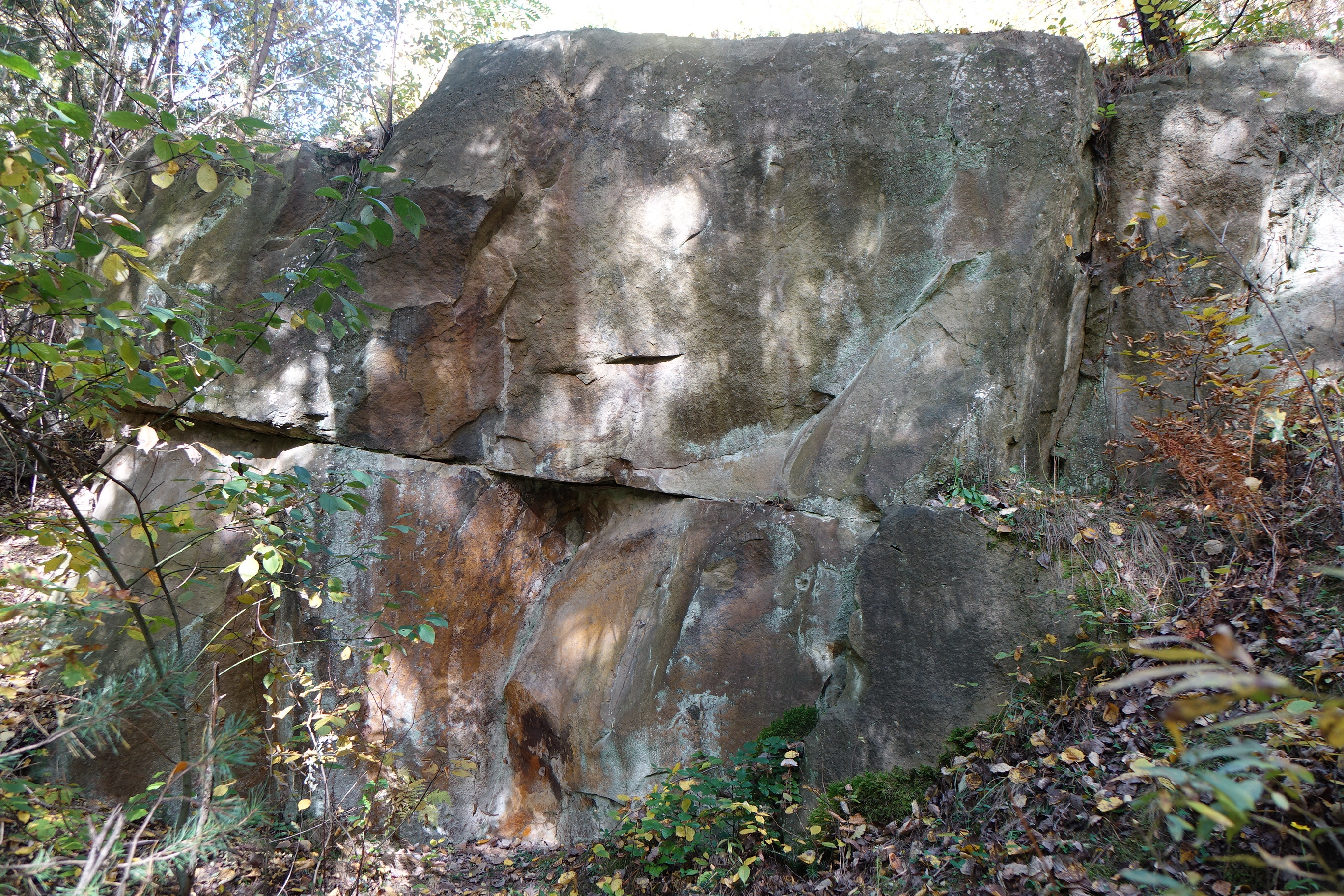

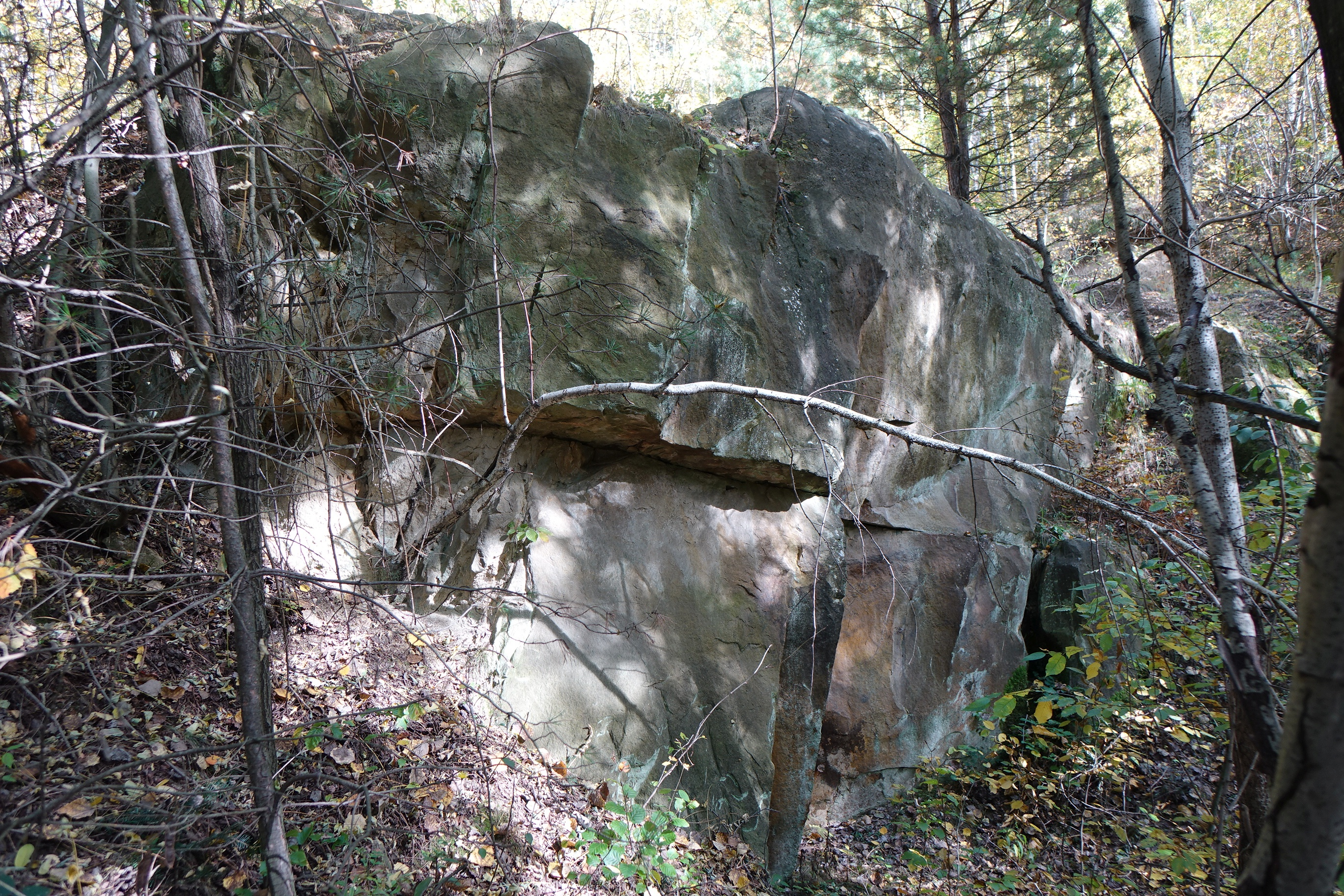

Nieczynny kamieniołom w Sobolowie – nieczynny kamieniołom we wsi Sobolów w województwie małopolskim, w powiecie bocheńskim, w gminie Łapanów. Pod względem geograficznym rejon ten należy do Pogórza Wiśnickiego w obrębie Pogórza Zachodniobeskidzkiego.
W Sobolowie są dwa kamieniołomy; czynny zachodni i nieczynny wschodni. Są to kamieniołomy piaskowca istebniańskiego, który powstał na przełomie kredy i trzeciorzędu. Są one dwuczęściowe; część dolna jest piaskowcowa, górna łupkowo-piaskowcowa lub łupkowa. Nieczynny kamieniołom wschodni znajduje się w lesie, przy drodze z Sobolowa przez Zonie do Woli Nieszkowskiej, w odległości około 200 m na zachód od cmentarza wojennego nr 340 – Zonia i około 50 m od drogi, na wysokości 380 m n.p.m. Jest to kamieniołom stokowo-wgłębny gruboławicowych piaskowców. Ślady po klinach świadczą, że uzyskiwano z niego nie tylko pokruszone piaskowce, ale także bloki skalne. Wykorzystywano je m.in. do rekonstrukcji wałów systemu przeciwpowodziwego Wisły w Krakowie, dworu w Wieruszycach, zamku w Wiśniczu i kościoła bożogrobców w Chełmie.
Kamieniołom w Sobolowie wykorzystywany jest do boulderingu. Ściana wspinaczkowa o południowej ekspozycji ma szerokość 4 m. Jest na niej 5 dróg wspinaczkowych (baldów); 4 piony i jeden trawers. Wspinaczka tradycyjna, brak stałych punktów asekuracyjnych. Najlepsza pora do wspinaczki to wiosna i jesień. W kierunku od lewej do prawej są to drogi:
1. Bez nazwy
2. Lobos; 6c, trawers
3. Anastasis; 6b+
4. W krainie deszczowców; 6c+
5. Fear of the Ground; 6b[3].